# Strawberry Hills
Strawberry Hills è un sobborgo di Sydney, ad est della stazione Centrale, fra Surry Hills e Redfern, che sono all'interno dell'area amministrativa della città. 
La località ospita soprattutto infrastrutture commerciali e imprenditoriali, con alcuni sviluppi residenziali di alto livello.
Inoltre è la sede di diverse significative organizzazioni culturali, come Opera Australia, The Australia Council for the Arts ed altri famosi luoghi di intrattenimento, quali il Belvoir Street Theatre e lo Strawberry Hills Hotel, un luogo rinomato in Australia per la musica jazz e situato su Elizabeth Street.